# Indazol
Indazol ist ein aromatischer Heterocyclus und bildet das Grundgerüst weniger Naturstoffe (Nigellicin, Nigellidin und Nigeglanin aus Nigella sp.).

## Vorkommen
Derivate des Indazols kommen selten in der Natur vor. Nigellicin, Nigeglanin und Nigellidin sind Naturstoffe, die den Indazolring enthalten. Nigellicin ist ein Alkaloid aus Nigella sativa L. (Schwarzkümmel) und gehört zur Substanzklasse der mesomeren Betaine. Nigeglanin wurde aus Nigella glandulifera isoliert.

## Darstellung
Die Herstellung der Indazole erfolgt beispielsweise über die Indazolsynthese nach Jacobson (siehe Schema unten).

## Verwendung
Indazol hat Bedeutung für die Herstellung bestimmter Farbstoffe. Derivate des Indazols sind auch in der Pharmakologie von Interesse, so wird das 1-Benzyl-3-(3-dimethylaminopropoxy)-1H-indazol (Benzydamin) wegen seiner lokalanästhetischen und entzündungshemmenden Wirkung bei schmerzhaften Entzündungen der Schleimhäute eingesetzt.